# مشلة
مشلة إحدى قرى مركز كفر الزيات التابع لمحافظة الغربية بجمهورية مصر العربية.

## التاريخ
قرية مشلة من القرى القديمة، حيث وردت باسم «مشلا» في أعمال جزيرة بني نصر ضمن قرى الروك الصلاحي التي أحصاها ابن مماتي في كتاب قوانين الدواوين، كما وردت باسم «مشلا» في أعمال جزيرة بني نصر ضمن قرى الروك الناصري التي أحصاها ابن الجيعان في كتاب «التحفة السنية بأسماء البلاد المصرية».
وردت باسم «مشلا» في التربيع العثماني الذي أجراه الوالي العثماني سليمان باشا الخادم في عصر السلطان العثماني سليمان القانوني ضمن قرى ولاية جزيرة بني نصر، وفي تاريخ 1228هـ/1813م الذي عدّ قرى مصر بعد المسح الذي قام به محمد علي باشا باسم «مشلة». أصل القرية من توابع مركز تلا بمديرية المنوفية ثم نقلت إلى مركز كفر الزيات بمديرية الغربية لقربها منه في 6 أبريل 1955.

## السكان
بلغ عدد سكان مشلة 15,309 نسمة حسب تقدير عام 2018.
| السنة  | 1882 | 1897 | 1907 | 1960 | 1976 | 1986 | 1996 | 2006   | 2018   |
| ------ | ---- | ---- | ---- | ---- | ---- | ---- | ---- | ------ | ------ |
| القرية | 2552 | 3710 | 4195 | 4864 | 5878 | 7792 | 9081 | 10,733 | 15,309 |